# Herbert Cool
Herbert Peter Cool (Rotterdam, 9 februari 1985) is een voormalige Nederlandse biatleet. Hij is de meest succesvolle Nederlander in de wereldbeker en het wereldkampioenschap en wilde als eerste Nederlandse biatleet ooit, deelnemen aan de Olympische Winterspelen. In 2012 beëindigde hij zijn professionele biatloncarrière. Sinds het seizoen 2012/2013 is hij voor Eurosport een vaste Nederlandse commentator.

## Biografie
Herbert Cool behaalde in 1992 op 7-jarige leeftijd zijn eerste nationale titels in het langlaufen en het rolskiën. In 1995 werd hij internationaal actief. Hij deed bij de junioren mee aan wereldbekers en wereldkampioenschappen rolskiën.
In 2001 maakt hij op initiatief van de Nederlandse Ski Vereniging een keuze tussen rolskiën en biatlon en hij koos voor dat laatste. Daarnaast bleef hij in de zomer toch actief in het rolskiën; zo won hij in 2003 op zijn 17e de wereldbeker bij de junioren en won hij in datzelfde jaar zijn eerste nationale titel in het langlaufen bij de senioren.
Vanaf dat moment richtte hij zich op de biatlon. Naar eigen zeggen "omdat hij ziet dat het niveau bij biatlon veel hoger is dan bij het rolskiën en goede prestaties in het biatlon daarmee ook een veel hoger aanzien genieten."
Door goede resultaten in de Europa Cup voldeed hij aan de IBU-limiet en mocht hij in januari 2004 voor het eerst deelnemen aan een wereldbekerwedstrijd. Op het onderdeel sprint in het Sloveense Pokljuka werd hij 94e. Vanaf het seizoen 2007/2008 is hij een vaste deelnemer. Zijn beste prestatie in de wereldbeker in de sprintwedstrijd is de 66e plaats eind 2007 in Pokljuka en in de individuele wedstrijd de 72e plaats in het Canadese Vancouver in maart 2009.
In 2005 verhuisde Cool naar het Amerikaanse Grand Rapids om daar met de Amerikaanse junioren te trainen. Een jaar later behaalde hij zijn beste prestaties op de WK voor junioren; 23e individueel en 31e op zowel de sprint als de achtervolging.
Sinds 2006 woonde Cool in het Duitse Ruhpolding, waar een biatloncentrum ligt.
Na opnieuw goede resultaten in de Europa Cup, plaatste Cool zich voor de WK van 2008. Met een 50e plek op de sprint plaatste hij zich voor de achtervolging. Hier werd hij ook 50e. Op het individuele onderdeel werd hij 62e.
Een jaar later op de WK in Pyeongchang verbeterde hij zich met één plaats in de individuele wedstrijd maar de 86e plaats in de sprint was onvoldoende voor plaatsing voor de achtervolgingswedstrijd.
Cool voldeed wel aan de kwalificatie-eisen van de Internationale Biatlonunie maar niet aan die van het NOC*NSF waardoor hij zich niet wist te plaatsen voor de Olympische Winterspelen van 2010 in Vancouver. Zijn volgende doel was om deel te nemen aan de Olympische Winterspelen 2014 in Sotsji. In maart 2012 kondigde hij echter aan zijn professionele biatloncarrière per direct te beëindigen

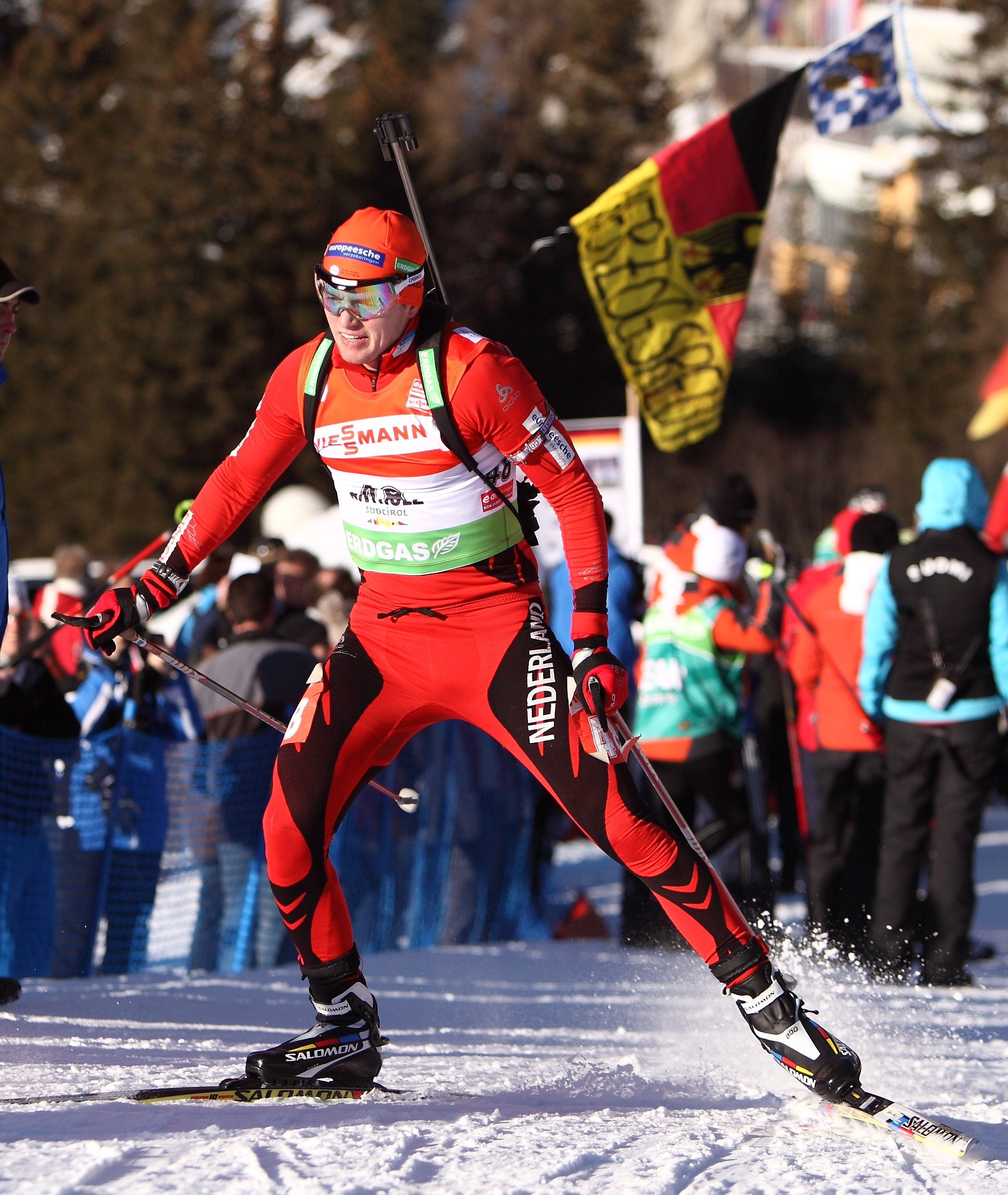
Herbert Cool in 2010

## Resultaten

### Wereldkampioenschappen
| Jaar | Plaats           | Onderdeel                               | Onderdeel                               | Onderdeel                               | Onderdeel                               | Onderdeel                               | Onderdeel          |
| Jaar | Plaats           | Individueel                             | Sprint                                  | Achtervolging                           | Massastart                              | Estafette                               | Gemengde estafette |
| ---- | ---------------- | --------------------------------------- | --------------------------------------- | --------------------------------------- | --------------------------------------- | --------------------------------------- | ------------------ |
| 2008 | Östersund        | 62e                                     | 50e                                     | 50e                                     | –                                       | –                                       | –                  |
| 2009 | Pyeongchang      | 61e                                     | 86e                                     | –                                       | –                                       | –                                       | –                  |
| 2010 | Chanty-Mansiejsk | Niet gehouden vanwege Olympische Spelen | Niet gehouden vanwege Olympische Spelen | Niet gehouden vanwege Olympische Spelen | Niet gehouden vanwege Olympische Spelen | Niet gehouden vanwege Olympische Spelen | –                  |
| 2011 | Chanty-Mansiejsk | –                                       | –                                       | –                                       | –                                       | –                                       | –                  |
| 2012 | Ruhpolding       | 102e                                    | 114e                                    | –                                       | –                                       | –                                       | –                  |

### Wereldkampioenschappen junioren
| Jaar | Plaats       | Onderdeel   | Onderdeel | Onderdeel     | Onderdeel |
| Jaar | Plaats       | Individueel | Sprint    | Achtervolging | Estafette |
| ---- | ------------ | ----------- | --------- | ------------- | --------- |
| 2005 | Kontiolahti  | 61e         | 72e       | –             | –         |
| 2006 | Presque Isle | 23e         | 31e       | 31e           | –         |

### Wereldbeker
Eindklasseringen
| Seizoen   | Algemeen | Individueel | Sprint | Achtervolging | Massastart |
| --------- | -------- | ----------- | ------ | ------------- | ---------- |
| 2003/2004 | –        | –           | –      | –             | –          |
| 2004/2005 | –        | –           | –      | –             | –          |
| 2005/2006 | –        | –           | –      | –             | –          |
| 2006/2007 | –        | –           | –      | –             | –          |
| 2007/2008 | –        | –           | –      | –             | –          |
| 2008/2009 | –        | –           | –      | –             | –          |
| 2009/2010 | –        | –           | –      | –             | –          |
| 2010/2011 | –        | –           | –      | –             | –          |
| 2011/2012 | –        | –           | –      | –             | –          |

#### 2008/2009
- 28e plaats, Europa Cup, 10 km sprint (0,1 missers)
- 66e plaats, WK, 20 km individueel (0,0,0,1)

#### 2007/2008
- 17e plaats, Europa Cup, 10 km sprint (0,0)
- 30e plaats, Europa Cup, 10 km sprint (0,0)
- 50e plaats, WK, 10 km sprint (0,0)
- 50e plaats, WK, 12,5 km achtervolging (0,0,0,1)

#### 2005/2006
- 23e plaats Junioren WK, 12,5 km individueel (3,1,0,1)

#### 2003/2004
- 9e plaats Europees Jeugd Olympisch Festival, 7,5 km sprint (1,0)